# Olympische Winterspiele 1988/Teilnehmer (Portugal)
| Gelbes Symbol für Goldmedaillen mit stilisierten Olympischen Ringen | Graues Symbol für Silbermedaillen mit stilisierten Olympischen Ringen | Braundes Symbol für Bronzemedaillen mit stilisierten Olympischen Ringen |
| ------------------------------------------------------------------- | --------------------------------------------------------------------- | ----------------------------------------------------------------------- |
| —                                                                   | —                                                                     | —                                                                       |

Portugal nahm an den Olympischen Winterspielen 1988 im kanadischen Calgary mit einer sechsköpfigen Delegation teil: neben dem Chef de Mission Vasco Lynce fünf Bobfahrer. Es war die erste Teilnahme Portugals an Olympischen Winterspielen seit 36 Jahren.

## Bob
Zweierbob
- António Reis, João Poupada
4:05,15 (→ 34.)
- João Pires, Jorge Magalhães
nicht gestartet

Viererbob
- António Reis, João Pires, João Poupada und Rogério Bernardes
3:55,50 (→ 25.)